# Starkville (Missisipi)
Starkville – miasto w Stanach Zjednoczonych, w stanie Missisipi, w hrabstwie Oktibbeha. W 2000 roku liczyło 21 869 mieszkańców.